# Liste der geschützten Landschaftsteile der Stadt Salzburg
Nach den rechtlichen Normen des Salzburger Naturschutzgesetzes sind wertvolle Baumbestände, aber auch kleine Moore und Bachläufe samt ihrer unmittelbaren Umgebung dann als geschützte Landschaftsteile auszuweisen, wenn sie wegen ihrer besonderen Tier- und Pflanzenwelt, aber auch ihres besonderen Aussehen, oder etwa ihres hohen Alters Besonderheiten der Natur darstellen.
In der folgenden Liste der geschützten Landschaftsteile der Stadt Salzburg werden all jene vollständig aufgelistet. Genannt werden dabei die jeweilige Flächengröße, die Bezeichnung des jeweiligen Landschaftsteiles und das Datum seiner Unterschutzstellung.
| Foto |                 | Name                                                      | ID       | Standort                                                                                              | Beschreibung | Fläche   | Datum      |
| ---- | --------------- | --------------------------------------------------------- | -------- | --- | --- | -------- | ---------- |
| 1    | Datei hochladen | Anifer Alterbach                                          | GLT00001 | Salzburg KG: Morzg GrStNr: 1020; 1022; 1025; 1027; 1029 ff. Standort                                  | Der Anifer Alterbach entspringt im Anifer Schlossweiher bzw. nächstgelegen in einer Sumpfwiese und verläuft nach Westen durch Mischwald und unterquert die Alpenstraße, bevor er etwas stromaufwärts der Hellbrunner Brücke in die Salzach mündet. Der Bachlauf ist weitgehend unberührt und weist eine hohe Bedeutung für Ökologie und Erholung auf. An seinen Ufern leben Wasseramseln, Eisvögel, Waldlaubsänger und Zaunkönige.                                   | 8,02 ha  | 16.09.1979 |
| 1    | Datei hochladen | Tümpel beim Agnes Muthspiel-Weg                           | GLT00003 | Salzburg KG: Aigen I GrStNr: 492; 494 Standort                                                        | Der Tümpel liegt am Rand einer landwirtschaftlich genutzten Wiese, die im Bereich des Kleingewässers sumpfig und von Schilf und Seggen bewachsen ist. | 0,29 ha  | 16.01.1980 |
| 1    | Datei hochladen | Aigner Park                                               | GLT00008 | Salzburg KG: Salzburg GrStNr: 501/1; 506/1,2; 509/2; 511; 516/1; 517/1,6 ff. Standort                 | Der Aigner Park wurde auf Grund seiner großen Bedeutung für die Erholung und für die Landschaftsästhetik unter Schutz gestellt. Dieser Park mit seinen Wasserfällen, den zugänglich gemachten Grotten und den verschiedenen Aussichten wurde im Wesentlichen vom Domherrn Ernst Fürst Schwarzenberg nach 1800 angelegt. Er liegt am Übergang zwischen den laubwaldgeprägten Gaisberghängen und der Wiesenlandschaft Aigens.                                          | 22,19 ha | 16.08.1980 |
| 1    | Datei hochladen | Tümpel in Kasern                                          | GLT00021 | Salzburg KG: Hallwang II GrStNr: 2674/1; 2674/2; 2674/2 Standort                                      | Die beiden Tümpel und die umliegende Moorwiese beherbergen eine für die Landschaft prägende Baumgruppe sowie einen naturgemäßen Bewuchs mit Sumpfschwertlilie, Wollgras, Gelbstern und Knabenkräutern. | 1,03 ha  | 16.01.1982 |
| 1    | Datei hochladen | Baumreihe Hans-Sperl-Str. u.Eschenbachg.                  | GLT00022 | Salzburg KG: Morzg Standort                                                                           | Die Baumreihe setzt sich aus 15 Eichen, zwei Linden, einem Ahorn und drei Eschen zusammen, wobei die Bäume ein Alter zwischen 150 und 300 Jahre aufweisen. Der Schutz des Ensembles erfolgte aufgrund der Bedeutung der Bäume für Landschaftsbild und Kleinklima sowie der Rolle der Baumreihe für die erholungssuchende Bevölkerung. | 0,47 ha  | 02.07.1982 |
| 1    | Datei hochladen | Schmederer-Weiher                                         | GLT00024 | Salzburg KG: Aigen I GrStNr: 282/1; 282/2 Standort                                                    | Der Schmederer-Weiher ist der letzte Rest von ursprünglich drei Tümpeln. Die Ausweisung des Schutzgebietes erfolgte auf Grund der Bedeutung des Areals als Laichplatz für Amphibien und Lurche sowie als Brut- und Nahrungsraum für viele Vögel. | 0,25 ha  | 16.07.1982 |
| 0 BW | Datei hochladen | Eichen an der Karl-Höller-Straße                          | GLT00025 | Salzburg KG: Salzburg – Abteilung Nonntal GrStNr: 2437; 2432/1; 2432/2; 2432/3; 2432/4; 2435 Standort | Die Baumreihe an der Karl-Höller-Straße besteht aus 14 Stieleichen (Quercus robur), deren Alter auf 150 bis 200 Jahre geschätzt wird. | 0,38 ha  | 02.12.1982 |
| 1    | Datei hochladen | Leopoldskroner Allee mit Leopoldskronstraße               | GLT00028 | Salzburg KG: Leopoldskron Standort                                                                    | Die Leopoldskroner Allee besteht aus Rosskastanien und Linden die von Bedeutung für das Landschaftsbild sind. Zudem weist die Allee auch eine kleinklimatische Bedeutung auf. Die Pflanzung der Leopoldskronstraße als Allee mit Rosskastanien geht auf Erzbischof Leopold Anton Freiherr von Firmian zurück. | 2,42 ha  | 01.03.1983 |
| 1    | Datei hochladen | Josefiau                                                  | GLT00029 | Salzburg KG: Morzg Standort                                                                           | Die Josefiau ist der Rest der ehemals weitläufigen Salzach-Auwälder in der Stadt Salzburg, wobei die Josefiau mit der als Landschaftsschutzgebiet ausgewiesenen Aigner-Au eine landschaftliche und ökologische Einheit bildet. Neben der Bedeutung für die Erhaltung und den Artenschutz ist die Josefiau zusätzlich auch ein wichtiger Erholungsraum. | 22,44 ha | 01.05.1983 |
| 1    | Datei hochladen | Baumhecke beim Schoppermeierhof Parsch                    | GLT00031 | Salzburg KG: Aigen I GrStNr: 232/1; 232/2; 597/1 Standort                                             | Die alte Grenzhag besteht hauptsächlich aus großen Laubbäumen mit Strauchunterwuchs. | 0,68 ha  | 16.10.1983 |
| 0 BW | Datei hochladen | Park beim Objekt Fürstenallee 19                          | GLT00032 | Salzburg Standort                                                                                     | |          |            |
| 1    | Datei hochladen | Fürstenallee                                              | GLT00044 | Salzburg Standort                                                                                     | |          |            |
| 1    | Datei hochladen | Hellbrunner Straße                                        | GLT00045 | Salzburg Standort                                                                                     | |          |            |
| 1    | Datei hochladen | Revertera-Allee in Aigen                                  | GLT00046 | Salzburg Standort                                                                                     | |          |            |
| 1    | Datei hochladen | Eichenreihe bei Hellbrunn                                 | GLT00048 | Salzburg Standort                                                                                     | |          |            |
| 0 BW | Datei hochladen | Baumbestand an der Dürlingerstraße                        | GLT00049 | Salzburg Standort                                                                                     | |          |            |
| 1    | Datei hochladen | Hellbrunner Allee                                         | GLT00050 | Salzburg Standort                                                                                     | |          |            |
| 1    | Datei hochladen | Moosstraße                                                | GLT00051 | Salzburg Standort                                                                                     | Die Moosstraße wurde ganz im Norden im Zuge der Entwässerung schon um 1740 angelegt und wird von einem Entwässerungsgraben begleitet. Der gesamte Fahrweg südlich der Firmianstraße wurde erst nach 1803 angelegt. Aus dieser Zeit dürften die ersten Baumsetzungen stammen. Heute ist nahezu die gesamte Straße von 6 km Länge eine Allee. Die Bestockung der Allee setzt sich aus Edelesche, Moor-Birke, Robinie, Winterlinde, Stieleiche und Berg-Ahorn zusammen. | 8,67 ha  | 1986       |
| 0 BW | Datei hochladen | Felsensteppe am Rainberg                                  | GLT00052 | Salzburg Standort                                                                                     | |          |            |
| 1    | Datei hochladen | Naturwaldreservat Rainberg                                | GLT00053 | Salzburg Standort                                                                                     | |          |            |
| 1    | Datei hochladen | Bachlauf in Kasern                                        | GLT00055 | Salzburg Standort                                                                                     | |          |            |
| 1    | Datei hochladen | Lindenallee in Kasern                                     | GLT00056 | Salzburg Standort                                                                                     | Die Lindenallee entlang der Wickenburgallee genannten Straßenverbindung wurde von Robert Graf Wickenburg gepflanzt. |          |            |
| 1    | Datei hochladen | Eichen am Gaglhamerweg                                    | GLT00057 | Salzburg Standort                                                                                     | |          |            |
| 1    | Datei hochladen | Moorwiesen bei den St.-Peter-Weihern                      | GLT00059 | Salzburg Standort                                                                                     | |          |            |
| 1    | Datei hochladen | Gnigler Park                                              | GLT00067 | Salzburg Standort                                                                                     | |          | 01.04.1988 |
| 0 BW | Datei hochladen | Naturwaldreservat Gaisberg                                | GLT00068 | Salzburg Standort                                                                                     | |          |            |
| 0 BW | Datei hochladen | Wallpachwald und Tümpel in Sam                            | GLT00069 | Salzburg Standort                                                                                     | |          |            |
| 1    | Datei hochladen | Freisaal                                                  | GLT00070 | Salzburg Standort                                                                                     | |          |            |
| 0 BW | Datei hochladen | Park an der Traunstraße - Der Schutz wurde wieder behoben | GLT00077 | Salzburg Standort                                                                                     | |          |            |
| 0 BW | Datei hochladen | Nissenwäldchen                                            | GLT00083 | Salzburg Standort                                                                                     | |          |            |
| 1    | Datei hochladen | Samer Mösl                                                | GLT00093 | Salzburg Standort                                                                                     | |          |            |
| 1    | Datei hochladen | Eichenreihe im Schlosspark Hellbrunn                      | GLT00100 | Salzburg Standort                                                                                     | |          |            |
| 1    | Datei hochladen | Baumreihe beim Robinighof                                 | GLT00101 | Salzburg Standort                                                                                     | |          |            |
| 1    | Datei hochladen | Glasbach in Aigen                                         | GLT00105 | Salzburg Standort                                                                                     | |          |            |
| 1    | Datei hochladen | Kopfweiden am Almkanal                                    | GLT00106 | Salzburg Standort                                                                                     | |          |            |
| 1    | Datei hochladen | Itzlinger Au                                              | GLT00108 | Salzburg Standort                                                                                     | |          |            |
| 1    | Datei hochladen | Felberbach                                                | GLT00111 | Salzburg Standort                                                                                     | |          |            |
| 1    | Datei hochladen | Kühberg                                                   | GLT00114 | Salzburg Standort                                                                                     | |          |            |